# Etyka cnót
Etyka cnót (etyka aretaiczna) – rodzaj teorii etycznych, dla którego centralnym pojęciem jest cnota lub moralne cechy charakteru. 
Etyki cnót są obok etyk deontologicznych i konsekwencjalistycznych najważniejszym obecnie typem teorii etycznych . 

## Problematyka
Etyki cnót koncentrują się wokół pojęcia cnoty moralnej, charakteru, praktycznej mądrości co do tego, jak należy postępować. Etycy cnót krytykują inne tradycje etyczne za pomijanie roli podmiotu, nadmierne skupienie się na regułach postępowania, które są oceniane i uzasadniane w sposób abstrakcyjny. Krytykowali również ich formalizm i nadmiernie racjonalistyczne ujęcie podmiotu .
Obok problemów typowych dla wszystkich teorii etycznych (rozwiązywanie problemów moralnych), etyka cnót ma swoje problemy specyficzne :
- Czym jest cnota?
- Jakiego rodzaju cnoty istnieją?
- W jaki sposób można uzasadniać cnoty?
- Czy istnieje hierarchia między cnotami? Czy istnieje cnota najwyższa?
- Jak rozstrzygać konflikty między cnotami?

### Pojęcie cnoty
Najważniejszym pojęciem dla etyk aretaicznych jest cnota (tłumaczona na polski także jako dzielność czy sprawność). Jest to cecha czy dyspozycja jakiejś osoby mająca pozytywną wartość moralną. Cnota jako dyspozycja do działania nie ma charakteru czysto rutynowego, lecz zawsze podlega praktycznemu namysłowi. Można się jednak w niej ćwiczyć i o nią dbać. Praktyka w cnocie pozwala na łatwiejsze podążanie za nią, nigdy nie jest to jednak działanie zupełnie rutynowe i bezrefleksyjne.
To cnoty mają leżeć u podstaw działań ludzkich, dlatego też ich pielęgnowanie jest podstawą właściwego działania. Takie traktowanie działań spotkało się z krytyką ze strony zwolenników sytuacjonizmu w etyce, którzy, wychodząc od twierdzeń psychologii i neuronauk, wskazywali, że działanie ludzkie wyznaczane jest przez kontekst sytuacyjny, a istnienie "uprzednich ludzkich dyspozycji" (czy cnót) nie ma silnych naukowych podstaw.
Wiele z etyk aretaicznych (w szczególności etyki starożytne czy religijne) ma charakter esencjalistyczny, traktując pewną listę cnót oraz dobre życie, do którego prowadzą, jako jasno zdefiniowane, niezmienne i uniwersalne. Od starożytności formułowano listy i katalogi cnót, próbowano je definiować czy ustalać ich wzajemne relacje. Esencjalizm ten był przedmiotem współczesnej krytyki filozoficznej i doprowadził do prób sformułowania odmiennych koncepcji cnót (np. funkcjonalnych) nie związanych jednoznacznie z jedną, jasno zdefiniowaną koncepcją dobrego życia.

## Historia
Etyka cnót była dominującym rodzajem zachodnich teorii etycznych w starożytności i średniowieczu. Opierała się na niej również klasyczna etyka chińska (Konfucjusza i Mencjusza). Pomiędzy koncepcjami starożytnymi, a średniowiecznymi istnieje wyraźna ciągłość historyczna, choć chrystianizacja cnót starożytnych wiązała się czasami z radykalną zmianą treści poszczególnych cnót.
W epoce nowożytnej znalazła się w głębokim kryzysie, ustępując etykom konsekwencjalistycznym (np. utylitaryzmowi) czy deontologicznym (np. etyce prawa naturalnego czy etyce Immanuela Kanta). W XIX w. etyka cnót jako odrębna forma refleksji moralnej uległa zapomnieniu. W 1930 Charlie Dunbar Broad zaproponował wpływowy podział teorii etycznych na dwie kategorie: teleologiczne (konsekwencjalistyczne) i deontologiczne. W tym podziale etyka cnót została pominięta . 
Ponowne odkrycie i odrodzenie etyki cnót nastąpiło w drugiej połowie XX w. W 1958 Elizabeth Anscombe opublikowała wpływowy artykuł Modern Moral Philosophy, w którym krytycznie oceniła ówczesne teorie deontologiczne i konsekwencjalistyczne. Jej zdaniem teorie te nie były w stanie podejmować wielu problemów klasycznych teorii moralnych, pomijały takie pojęcia jak cnoty czy wady, problem motywacji czynów, charakteru moralnego, wiedzy moralnej, moralnej edukacji. Koncepcje te nie doceniały również emocji w problematyce moralnej czy bliskich relacji międzyludzkich (przyjaźni, relacji rodzinnych). Anscombe zachęcała etyków do rozwoju etyki bez odwoływania się do pojęcia moralnej powinności (moral ought) . 
Wpływ na ponowne odkrycie etyki cnót miały również dogłębne badania nad kulturą starożytną, w tym pogłębione badania nad Arystotelesem. Apel Anscombe został podjęty przez innych autorów, m.in. Alasdaira MacIntyre'a, Philippę Foot, Edmunda Pincoffa, co doprowadziło do odrodzenia trzeciego typu refleksji etycznej. W swojej pracy Dziedzictwo cnoty Alasdair MacIntyre krytykował niespójność współczesnego języka moralnego i przeciwstawiał mu starożytną jedność życia jednostki zakorzenionej we wspólnocie i etyki cnót moralnych. Autor rozwija neoarystotelejską koncepcję etyki oraz komunitarystyczną filozofię polityki.
Odrodzenie etyki cnót wpłynęło ożywczo również na rozwój innych stanowisk etycznych, które zaczęły przywiązywać większe znaczenie dla podejmowanej przez nią problematyki. Powstało również wiele współczesnych nurtów etyki cnót.

## Nurty etyki cnót
Zarówno w historii, jak i współcześnie można wyróżnić wiele nurtów etyki cnót, które stawiają odmienne cele moralne czy przyjmują odmienne perspektywy teoretyczne:
- eudajmonistyczne etyki cnót – definiują cnoty w kategoriach eudajmonii, czyli dążenia do szczęścia. Cnoty są podstawowym instrumentem pozwalającym jednostkom osiągnąć szczęście czy idealne życie lub szczęście definiowane jest jako stan posiadania określonych cnót. Do tego nurtu należy wiele etyk starożytnych (w szczególności etyki Arystotelesa czy stoików)[12][13],
- etyki cnót oparte na podmiocie lub egzemplarystyczne – nie opierają się na znanych listach cnót, lecz schodzą do bardziej podstawowego poziomu: właściwych motywacji czy dyspozycji działającego podmiotu. To ocena tych motywacji czy dyspozycji określa, co jest cnotą (a nie uprzednie i ustalone koncepcje cnót). Do tej kategorii należą etyki stworzone przez współczesnych autorów, np. Michaela Slote'a czy Lindę Zagzebski[14],
- etyki cnót oparte na celu – przyjmują za punkt wyjścia ustalone zestawy cnót i dążą do ich lepszego określenia czy wskazania, jak te cnoty mogą być doskonalone. To podejście zostało współcześnie rozwinięte przez Christine Swanton[15],
- platońskie etyki cnót – traktują cnoty jako środek pozwalający połączyć się z metafizyczną głębią (np. metafizycznym Dobrem) czy Bogiem. Cnoty pozwalają przekraczać partykularyzm i egoizm jednostek, są formą kontaktu z głęboką, wyższą rzeczywistością. Oprócz Platona i wielu autorów chrześcijańskich (np. Augustyna z Hippony) współcześnie są one reprezentowane przez m.in. Timothego Chappella czy Roberta Merrihew Adamsa[16].